# مقابلة تاكر كارلسون مع فلاديمير بوتين
«مقابلة فلاديمير بوتين» هي مقابلة تلفزيونية استضافها الصحفي الأمريكي والمعلق السياسي تاكر كارلسون مع الرئيس الروسي فلاديمير بوتين. تم عرضها لأول مرة في 8 فبراير 2024، على شبكة تاكر كارلسون وموقع التواصل الاجتماعي إكس (تويتر). وهذه أول مقابلة مع بوتين يتم منحها لصحفي غربي منذ الغزو الروسي لأوكرانيا في فبراير 2022.

## خلفية
تاكر كارلسون هو معلق سياسي أمريكي. وكثيرا ما دافع كارلسون عن بوتين وعزز التضليل المؤيد لروسيا بشأن الغزو الروسي لأوكرانيا، بما في ذلك نظرية المؤامرة بشأن الأسلحة البيولوجية في أوكرانيا. من 2016 إلى 2023، استضاف كارلسون برنامج فوكس نيوز تاكر كارلسون الليلة، وهو برنامج حواري تبنى فيه تعليقات تنتقد أوكرانيا، بما في ذلك وصفه الرئيس الأوكراني فولوديمير زيلينسكي بأنه «ديكتاتور». في أبريل 2023، تم طرد كارلسون من فوكس نيوز. ثم أنشأ تاكر على lموقع اكس (تويتر)، وهو برنامج حواري. الحلقة الأولى عزت تدمير سد كاخوفكا إلى أوكرانيا.
فرض بوتين قيودا على حرية الصحافة داخل بلاده. في مارس 2023، قامت الحكومة الروسية بسجن صحفي أمريكي، إيفان جيرشكوفيتش من صحيفة وول ستريت جورنال، بتهمة التجسس. منذ الغزو الروسي لأوكرانيا، لم يجر بوتين مقابلة مع أي صحفي غربي.

## الإنتاج
وفقًا لإزفستيا، وصل كارلسون إلى موسكو في 3 فبراير. ونقلت وسائل الإعلام الرسمية الروسية عن وجوده تكهنات بأن كارلسون ربما كان في البلاد لمقابلة بوتين. ظهر كارلسون في مسرح بولشوي لحضور عرض الباليه سبارتاكوس. وقال ديمتري بيسكوف، المنسق الصحفي لبوتين، إن المقابلة جرت في 6 فبراير.

## ملخص المقابلة
بدأت المقابلة مع كارلسون يسأل بوتين لماذا أمر بغزو أوكرانيا. أجاب بوتين بـ«محاضرة تاريخية» استمرت حوالي ثلاثين دقيقة، وقدم رؤيته لتاريخ أوروبا الشرقية منذ تأسيس روس الكييفية في القرن 9 والحرب الروسية البولندية (1654-1667). وقال إن دوقية ليتوانيا الكبرى كانت تسمى «الدوقية الليتوانية الروسية، لأن الروس كانوا جزءاً كبيراً من سكانها». ووصف أوكرانيا بأنها «دولة اصطناعية» وأكد أن المناطق الجنوبية والشرقية لأوكرانيا «ليس لها صلة تاريخية بها». كما جادل بوتين بأن بولندا «تعاونت مع هتلر» قبل أن تغزوها ألمانيا النازية والاتحاد السوفيتي في عام 1939. وقال إن بولندا استفزت ألمانيا النازية لغزوها، لأن البولنديين «ذهبوا أبعد من اللازم» برفض مطالب هتلر بالأراضي البولندية.
كرر بوتين بعض التصريحات التي أدلى بها في خطابه الذي أعلن فيه الغزو: أن الثورة الأوكرانية 2014 كانت "انقلابًا" مدعومًا من الغرب، وأن بدأت أوكرانيا حرب دونباس، وأن الحكومة الأوكرانية لديها علاقات مع النازيين الجدد، وأن الناتو سيهدد روسيا من خلال أوكرانيا.
عندما سئل عما إذا كانت روسيا قد حققت أهدافها الحربية، أجاب بوتين: "لا. لم نحقق أهدافنا بعد لأن أحدها إزالة النازية". عندما سأل كارلسون ما إذا كان بوتين "راضيًا" عن الأراضي التي تحتلها روسيا حاليًا، تهرب بوتين من السؤال وأشار إلى إجابته السابقة. وقال بوتين إن أوكرانيا وحلفائها لن ينجحوا في إلحاق "هزيمة استراتيجية" لروسيا. وتوقع أنه إذا توقفت الولايات المتحدة عن ذلك إمداد أوكرانيا بالأسلحة، فإن الحرب "ستنتهي في غضون أسابيع قليلة".
نقل بوتين إلى كارلسون أن روسيا ليس لديها أي نية لمهاجمة أعضاء حلف شمال الأطلسي بولندا أو لاتفيا، إلا إذا هاجموا روسيا. واقترح بوتين أن حكومة الولايات المتحدة تخضع بشكل سري لسيطرة وكالة الاستخبارات المركزية (CIA)، وليس مسؤوليها المنتخبين. كما ألقى باللوم على الولايات المتحدة في تفجير خطوط أنابيب نورد ستريم.
في نهاية المقابلة، سأل كارلسون ما إذا كان بوتين سيطلق سراح الصحفي الأمريكي المحتجز في روسيا إيفان غيرشكوفيتش بتهمة التجسس، في حجزه كعمل من أعمال حسن النية. اقترح بوتين أنه على استعداد تبادل غيرشكوفيتش مقابل "وطني" روسي "قضى على قاطع طريق" في عاصمة أوروبية. ويبدو أن هذا يؤكد أن روسيا كانت تطالب بتبادل السجناء مع سليم خان خانغوشفيلي ‏، وهو عميل مخابرات روسي مشتبه به قتل انفصالي شيشاني في برلين في عام 2019.

## التحليل
أفادت وسائل إعلامية مختلفة بأن بوتين أدلى بالعديد من الادعاءات الكاذبة والتصريحات المضللة خلال المقابلة، وأن كارلسون لم يتحداه كما ينبغي. وقالت إن كارلسون لم يسأل بوتين عن جرائم الحرب الروسية المزعومة في أوكرانيا، أو الضربات الصاروخية الروسية المستمرة على أهداف مدنية أوكرانية، أو قمع بوتين للمعارضة السياسية. وكتب أوليفر دارسي من شبكة سي إن إن: "وفّر كارلسون لبوتين منصة لنشر دعايته للجمهور العالمي دون أي تدقيق يُذكر في ادعاءاته"، بل "ساهم في سرديات بوتين" في بعض الحالات.
نفى موقع Polygraph.info، الذي يتبع لإذاعة صوت أمريكا، العديد من مزاعم بوتين بشأن الحرب الروسية الأوكرانية. ورفض اعتبار ثورة 2014 "انقلابًا"، مؤكدًا أن الرئيس الأوكراني آنذاك فيكتور يانوكوفيتش لم يُطاح به الجيش، بل "تخلى عن منصبه وهرب إلى روسيا وسط احتجاجات حاشدة". وأضاف الموقع أن "روسيا بدأت الحرب على أوكرانيا عام 2014" عندما احتلت شبه جزيرة القرم وأرسلت وحدات عسكرية سرًا للاستيلاء على مبانٍ حكومية في دونباس.
قارن بيتر بيكر من صحيفة نيويورك تايمز المقابلة بالاعتراضات على المساعدة المالية لأوكرانيا في قانون مخصصات الأمن القومي التكميلية الطارئة من قبل بعض السياسيين في الحزب الجمهوري الأمريكي. قال رئيس تحرير فاينانشال تايمز السابق ليونيل باربر - الذي أجرى مقابلة مع بوتن في يوليو 2019 - لمجلة بوليتيكو إنه يعتقد أن بوتن استغل تعاطف كارلسون مع روسيا.
قال مؤرخون تحدثوا إلى بي بي سي إن رواية بوتين التاريخية انتقائية ومضللة. ورفض المؤرخ سيرجي رادشينكو تصريح بوتين بأن أوكرانيا "مصطنعة"، قائلاً: "الدول تُنشأ نتيجة عملية تاريخية... إذا كانت أوكرانيا "دولة مزيفة"، فإن روسيا كذلك." وقال المؤرخ روبرت د. إنجلش إن المقابلة "أظهرت أن انعدام الأمن الروسي، بل إمبريالية بوتين الشخصية، هي التي حفزت الحرب."
قال البروفيسور تيموثي سنايدر من جامعة ييل، وهو مؤرخ متخصص في تاريخ أوروبا الوسطى والشرقية: "معظم ما يقوله بوتين عن الماضي سخيف". ويجادل سنايدر بأن "قصة" بوتين تجلب الحرب، فبموجب معايير بوتين، يُعدّ "عدم وجود حدود" لأي دولة "مشروعًا" لأن أي شخص قد يطالب بأراضٍ أجنبية بناءً على حدود تواريخ مختارة بشكل عشوائي في الماضي. كما يقول سنايدر إن "تمييز بوتين الزائف بين الأمم الطبيعية والأمم الاصطناعية" يجلب الإبادة الجماعية، لأنه، وفقًا لمنطق بوتين، لا حق للأمم "الاصطناعية" في الوجود. بالإضافة إلى الحرب والإبادة الجماعية، يُحلل سنايدر الفاشية باعتبارها "الرعب" الثالث الذي تبرر أفكار بوتين، مشيرًا إلى أن "حرب بوتين خُوضت بشعارات فاشية وبوسائل فاشية".

## ردود الفعل
عندما أعلن تاكر كارلسون في 6 فبراير أنه سيجري مقابلة مع فلاديميربوتين، ذكر خطأً أنه لم يكلف أي صحفي خارج روسيا "عناء إجراء مقابلة" مع بوتين أثناء الحرب، وقال إن "معظم الأمريكيين ليس لديهم أي فكرة عن سبب غزو بوتين لأوكرانيا". أثار هذا رد فعل عنيف من بعض الصحفيين الأمريكيين والأوروبيين، الذين قالوا إنهم مُنعوا مرارًا وتكرارًا من إجراء مقابلات مع بوتين، وأن بعضهم طُرد. وأشاروا أيضا إلى أن خطابات بوتين حظيت بتغطية واسعة النطاق في وسائل الإعلام الأمريكية.

## انظر ايضا
- مقابلات بوتين 2017[الإنجليزية]
- مقابلة صدام حسين 2003
- خطاب إجراء عملية عسكرية خاصة
  1. مهمة في موسكو[الإنجليزية]